# Речица (приток Лонницы)
Речица — река в России, протекает в Вышневолоцком районе Тверской области. Устье реки находится в 14 км по левому берегу реки Лонница. Длина реки составляет 12 км.
На реке стоит посёлок Кунинский Лужниковского сельского поселения.

## Данные водного реестра
По данным государственного водного реестра России относится к Балтийскому бассейновому округу, водохозяйственный участок реки — Шлина, речной подбассейн реки — Волхов. Относится к речному бассейну реки Нева (включая бассейны рек Онежского и Ладожского озера).
Код объекта в государственном водном реестре — 01040200112102000020095.